# Tirat Carmel
Pour les articles homonymes, voir Carmel.
Tirat Carmel (en hébreu טירת כרמל, Château du Carmel) est une ville israélienne située sur les pentes occidentales du mont Carmel entre le quartier Deniah
de Haïfa et le village de Kfar Galim. Elle est le long de la route numéro 4 qui va de Haïfa à Tel Aviv. Elle a été fondée en 1949 en tant que ma'abara et déclarée ville en 1992.

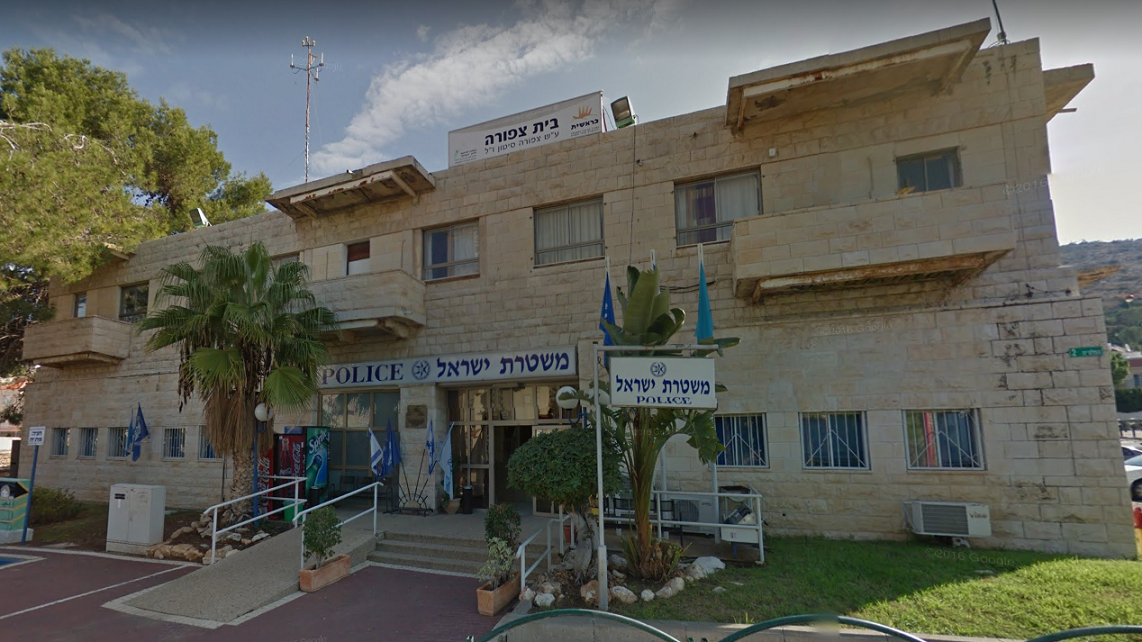
Le poste de police de Tirat Carmel, appartenant à l’ancien chef de village, est déclarée propriété d’un absent, dévolue au Gardien, et attribuée au service de police de la ville.

## Jumelages
- Maurepas (France)
- Monheim am Rhein (Allemagne)